# 小田原市観光交流センター
小田原市観光交流センター（おだわらし かんこうこうりゅうセンター）は、神奈川県小田原市の公共施設。
2021年（令和3年）7月22日竣工。

## 構成
構成は以下の通り。
2階
- フリースペース

1階
- カフェ（CAFE SANNOMARU）
- 観光案内所
- キッズスペース
- 工芸物販
- イベントスペース
- レンタサイクル貸出し所

屋外
- にぎわい広場

## 指定管理者
- 三の丸地域循環創造事業体（株式会社小田原ツーリズム） : 2021年（令和3年）4月1日〜2024年（令和6年）3月31日[2]

## 隣接施設
- 小田原城址公園（小田原城）
- 小田原三の丸ホール